# Amrapalia sulawensis
Amrapalia sulawensis är en stekelart som beskrevs av Gupta 1983. Amrapalia sulawensis ingår i släktet Amrapalia och familjen brokparasitsteklar. Inga underarter finns listade i Catalogue of Life.